# (4266) Waltari
(4266) Waltari ist ein Asteroid des Hauptgürtels, der am 28. Dezember 1940 von dem finnischen Astronomen Yrjö Väisälä in Turku entdeckt wurde.
Der Asteroid ist nach dem finnischen Autor Mika Toimi Waltari benannt worden.